# 2С25 «Спрут-СД»
2С25 «Спрут-СД» (індекс ГАБТУ — об'єкт 952) — російська авіадесантна самохідна протитанкова гармата. Розроблена в конструкторському бюро Волгоградського тракторного заводу і єкатеринбурзькому ОКБ-9 під науковим керівництвом климовського Центрального науково-дослідного інституту точного машинобудування. Головний конструктор шасі — А. В. Шабалін, 125-мм гармати 2А75 — В. І. Насєдкін. САУ 2С25 «Спрут-СД» призначена для боротьби з танками, броньованою технікою і живою силою супротивника в складі підрозділів повітряно-десантних військ, морської піхоти та спеціальних військ.

## Історія створення

### Передумови до створення
До кінця 1960-х років на озброєнні Радянської армії перебували легкі танки ПТ-76. Цими танками озброювалися в основному розвідувальні підрозділи сухопутних військ, а також лінійні частини морської піхоти. З прийняттям в 1966 році на озброєння бойової машини піхоти БМП-1 доцільність подальшого використання танків ПТ—76 була поставлена під сумнів, однак, на думку маршала А. А. Гречко відмовлятися від техніки такого класу було не можна. Крім того, ефективність такого класу озброєння як легкий плавучий танк була підтверджена досвідом використання танків ПТ-76 в ході арабо-ізраїльських конфліктів. Тому в восьмирічний план науково-дослідних дослідно-конструкторських робіт була включена розробка нового легкого плавучого танка, який перевершує за своїми характеристиками танк ПТ—76Б і його зарубіжні аналоги. До початку 1980-х років було розроблено декілька варіантів нового танка, серед яких був легкий танк «Об'єкт 934». 21 лютого 1980 року на нараді Військово-технічної ради Міністерства оборони СРСР було прийнято рішення про закриття робіт по новому легкому танку, у зв'язку з початком робіт по новій бойовій машині піхоти «Об'єкт 688».
До середини 1980-х років на озброєння країн НАТО почали надходити танки M60A3, M1, Леопард 2 і Челленджер. На озброєнні ПДВ СРСР на той час перебували БМД-1 і БТР-РД «Робот», які були не в змозі вести ефективну боротьбу проти нових основних танків ймовірного противника. У той же час з прийняттям на озброєння літаків Іл-76 істотно підвищилися можливості військово—транспортної авіації СРСР. Максимальна вантажопідйомність зросла до 40 т при масі десантованого вантажу до 20 т. В умовах, що склалися потенціал модернізації базових шасі типу БМД-1 і БТР-Д був вичерпаний, так як ПДВ отримали можливість створення більш важких бойових машин з одночасним підвищенням захищеності та вогневої міці. 3-ім ЦНДІ була розроблена концепція розвитку військової техніки ПДВ, в основу якої було закладено базове шасі з вантажопідйомністю 3,5 і 6 тонн. Крім того, у розвитку систем озброєння ПДВ передбачалося створення десантованої самохідної протитанкової гармати здатної ефективно боротися з основними танками країн НАТО.

### Попередні опрацювання
Попередньо в 1982 році ЦНДІ «Точного машинобудування» провів науково-дослідну роботу по створенню самохідної протитанкової гармати легкої категорії по масі в калібрі 125 мм. В ході робіт було виготовлено макетний зразок САУ на базі бойової машини піхоти БМП-2, який підтвердив принципову можливість створення легкої протитанкової гармати в калібрі 125 мм. Результати досліджень стали підставою для протоколу Комісії Президії Ради міністрів СРСР від 29 липня 1983 року, в якому наказувалося проведення попередніх робіт по оцінці можливості розробки самохідної протитанкової гармати на базі вузлів і агрегатів перспективної бойової машини десанту.
В ході пошуку базового шасі ЦНДІ «Точного машинобудування» прийшов до висновку про те, що для цих цілей підходить шасі легкого танка «Об'єкт 934». У 1983 році один з трьох дослідних зразків танка «Об'єкт 934» був переданий в ЦНДІ «Точного машинобудування», де на його базі в період з 1983 по 1984 роки був виготовлений макетний зразок 125-мм авіадесантної самохідної протитанкової гармати. Зразок був виготовлений за класичною баштовій схемою, проте розглядалися також рубочний варіант і варіант з винесеним озброєнням. У 1984 році на полігоні в Кубинці були проведені дослідні стрільби, які показали, що купчастість бою гармати була не гірша, ніж у танкових систем, а навантаження, які діяли на екіпаж і корпус гармати не перевищували допустимих величин. Отримані опрацювання лягли в основу ДКР під найменуванням «Спрут-СД» (індекс ГРАУ — 2С25).

### Випробування і прийняття на озброєння
У 1984 році було затверджено тактико—технічне завдання на створення 125 мм десантованої самохідної протитанкової гармати «Спрут-СД», 20 жовтня 1985 року Рішенням військово—промислової комісії Ради міністрів СРСР була офіційно розпочата розробка нової 125-мм СПТГ для ПДВ СРСР. У лютому 1986 року було розпочато розробку засобів десантування для САУ 2С25. Засоби десантування отримали позначення П260 і створювалися на базі парашутно-реактивних засобів П235, що призначалися для десантування БМП-3. У період з 1990 по 1991 роки були проведені Державні випробування САУ 2С25. Однак випробування системи П260 виявили її недоліки, основними з яких були: складність в експлуатації, висока вартість виготовлення, складність касетного блоку парашутно-реактивного двигуна. 30 травня 1994 року рішенням ВПС РФ, ПДВ РФ і розробника засобів десантування — московського заводу «Універсал» була скасована розробка парашутно-реактивних засобів десантування П260, цим же рішенням було відкрито розробка безплатформної системи десантування П260М «Спрут-ПДС». У 2001 році були проведені додаткові випробування САУ 2С25. 9 січня 2006 року наказом Міністра оборони Російської Федерації самохідна протитанкова гармата 2С25 була прийнята на озброєння Російської армії.

## Серійне виробництво та модифікації

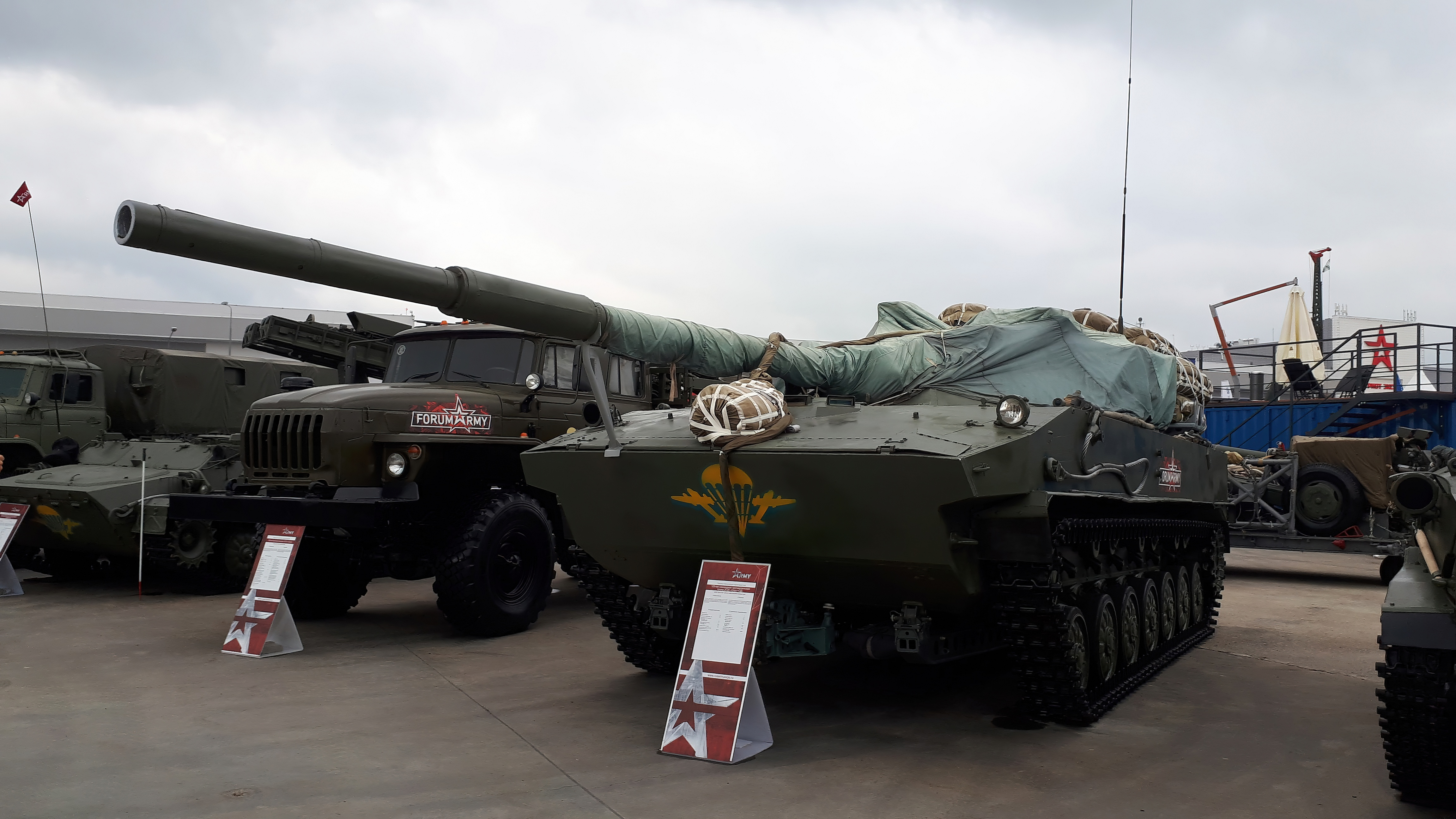
«Спрут-СД» для ПДВ (забезпечений парашутами)

Крім основного варіант САУ «Спрут-СД» для ПДВ, розроблявся також і варіант 125-мм самохідної протитанкової гармати для сухопутних військ, який отримав найменування «Спрут—ССВ». На відміну від СПТГ «Спрут-СД», САУ «Спрут-ССВ» не мала можливості десантування, а як базове використовувалося легке багатоцільове шасі «Планер», розроблене в конструкторському бюро Харківського тракторного заводу і призначене для заміни в сухопутних військах гусеничних тягачів МТ-ЛБ і МТ-ЛБу. Роботи зі створення СПТГ «Спрут—ССВ» далі виготовлення і випробувань дослідних зразків не просунулися. Крім гусеничного варіанту, для сухопутних військ під найменуванням «Спрут-К» також опрацьовувався варіант розміщення бойового відділення САУ 2С25 на колісній базі бронетранспортера БТР-90, однак і цей варіант на озброєння Російської армії прийнятий не був.
|                                        | 2С25     | 2С25М    |
| -------------------------------------- | -------- | -------- |
| Початок серійного виробництва          | 2005     | дослідна |
| Бойова маса, т                         | 18       | 18       |
| Індекс гармати                         | 2А75     | 2А75     |
| Калібр гармати, мм                     | 125      | 125      |
| Калібр спареного кулемета, мм          | 7,62     | 7,62     |
| Калібр зенітного кулемета, мм          | —        | 7,62     |
| Тепло-телевізійний приціл              | немає    | є        |
| Модель двигуна                         | 2В-06-2С | УТД-29   |
| Потужність двигуна, к. с.              | 510      | 500      |
| Максимальна швидкість по шосе, км/год  | 70       | 70       |
| Максимальна швидкість на плаву, км/год | 9        | 7        |

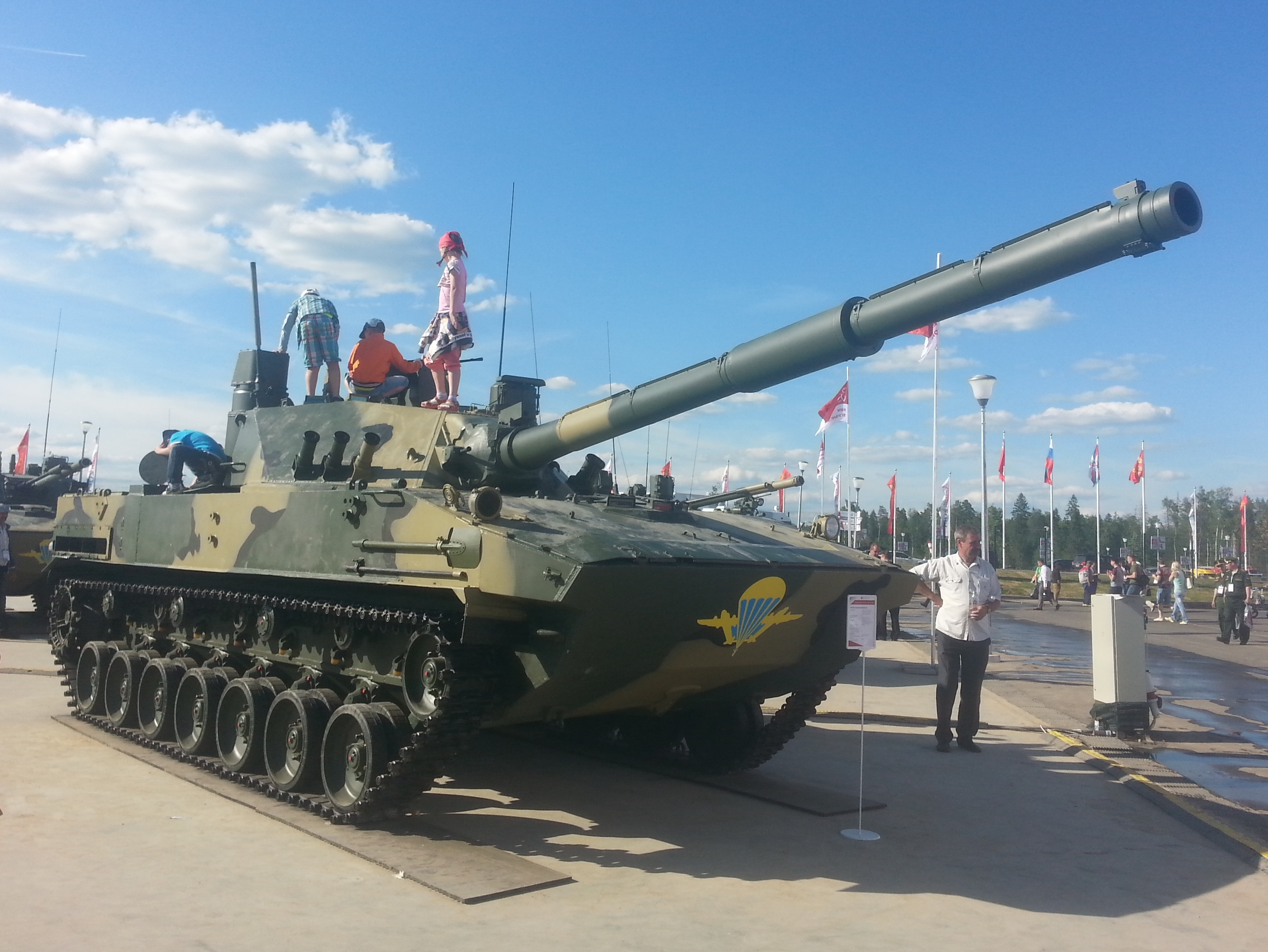
Спрут-СДМ-1 на виставці Армія 2015

Серійне виробництво СПТГ 2С25 було розгорнуто в 2005 році (тобто до офіційного прийняття на озброєння) на Волгоградському тракторному заводі і велося аж до 2010 року, після чого було зупинено для подальшої модернізації САУ «Спрут-СД». Модернізований варіант отримав позначення 2С25М і відрізняється від базового зразка уніфікацією по двигуну, трансмісії і ходової частини з бойовою машиною десанту БМД-4М, крім того прицільний комплекс замінено на більш досконалий, введена можливість дистанційного підриву боєприпасів на траєкторії, встановлені засоби для інтеграції бойової машини в єдину систему управління тактичної ланки, також на даху башти встановлена дистанційнокерована платформа озброєння з другим 7,62-мм кулеметом ККТМ. До червня 2015 року, концерном «Тракторні заводи» був зібраний перший дослідний зразок СПТГ «Спрут-СДМ-1». Після завершення модернізації планується продовжити серійне виробництво САУ «Спрут-СД» для потреб Міністерства оборони Росії.

## Опис конструкції

### Броньовой корпус і башта

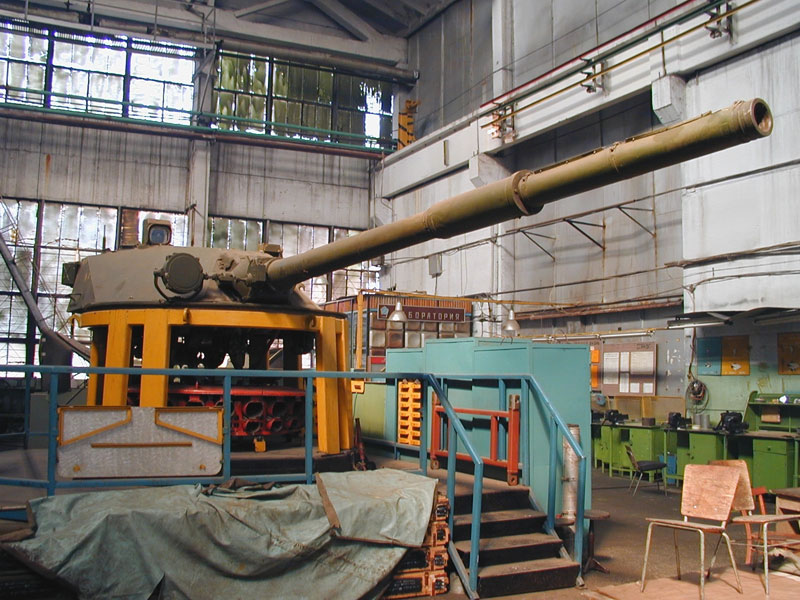
Бойове відділення САУ 2С25 на стапелі в цеху Волгоградського тракторного заводу

Шасі СПТГ 2С25 зберегло геометрію і компонувальні рішення легкого танка «Об'єкт 934». Корпус виконаний зі зварних листів броньового алюмінію. У передній частині корпусу по центру розташоване відділення управління з робочим місцем механіка-водія. Праворуч від механіка-водія встановлено місце командира, зліва — навідника СПТГ на марші і при десантуванні. У середній частині корпусу розташоване бойове відділення, на даху корпусу встановлений поворотний погон з баштою і бойовим відділенням. У бойовому відділенні розміщені робочі місця навідника і командира САУ, механізовані укладки і автомат заряджання гармати. У задній частині корпусу знаходиться моторно-трансмісійне відділення з силовою установкою. Бронювання лобових проєкцій башти і корпусу посилено сталевими накладками і забезпечує екіпажу захист від куль калібру 12,7-мм в секторі ± 40°, а також круговий захист від куль калібру 7,62-мм і осколків артилерійських снарядів.

### Озброєння
Основним озброєнням СПТГ 2С25 є 125 мм гладкоствольна гармата 2А75, що представляє собою модифіковану версію танкової гармати 2А46 і її модифікацій. Спочатку гармату планувалося оснастити дуловим гальмом для зменшення сили опору відкату, проте в результаті проблема віддачі гармати при стрільбі була вирішена збільшенням довжини відкоту до 740 мм, а також використанням механізмів гідропневматичної підвіски шасі для поглинання залишкового імпульсу віддачі гармати. Маса гармати становить 2350 кг. Гармата стабілізована у двох площинах і має автомат заряджання, який забезпечує максимальну швидкострільність до 7 пострілів в хвилину. Автомат заряджання включає в себе конвеєрний механізм, в якому розміщуються 22 касети з пострілами, ланцюговий механізм підйому касет, ланцюговий досилач і механізм видалення стріляних гільз з бойового відділення. Стрільба з гармати може вестися з ґрунту в діапазоні кутів від -5 до + 15 ° по вертикалі при стрільбі вперед і від -3 до + 17 ° — при стрільбі назад. Крім того, САУ «Спрут-СД» здатна вести вогонь з плаву в діапазоні ± 35 ° по горизонту. Боєкомплект САУ 2С25 становить 40 пострілів. Додатково зі зброєю спарений 7,62-мм кулемет ККТ з боєкомплектом у 2000 патронів в одній стрічці.
Боєкомплект САУ «Спрут-СД» уніфікований з танковими гарматами типу 2А46. Для стрільби можуть застосовуватися осколково-фугасні, кумулятивні, бронебійні підкаліберні і керовані снаряди. У штатний боєкомплект входять 20 осколково-фугасних, 14 бронебійно-підкаліберних і 6 кумулятивних (або керованих) пострілів. Бронебійно-підкаліберні постріли 3ВБМ17 забезпечують пробиття до 230 мм гомогенної броньової сталі, розташованої під кутом в 60°, на дальності 2000 м, кумулятивні 3ВБК25 — до 300 мм, керовані 3УБК20 — до 375 мм.

#### Постріли
| Таблиця ТТХ основних пострілів, використовуваних для стрільби з САУ 2С25 |                |               |                   |                  |                 |                           |
| Індекс пострілу                                                          | Індекс снаряда | Індекс заряду | Вага пострілу, кг | Вага снаряда, кг | Вага заряду, кг | Бронепробивність, мм/град |
| Бронебійні підкаліберні снаряди                                          |                |               |                   |                  |                 |                           |
| 3ВБМ3                                                                    | 3БМ9/3БМ10     | 4Ж40          | 19,6              | 5,67             | 5,0/5,0+3,4     | 140/60°                   |
| 3ВБМ6                                                                    | 3БМ12/3БМ13    | 4Ж40          | 19,6              | 5,67             | 5,0/5,0+3,4     | 150/60°                   |
| 3ВБМ7                                                                    | 3БМ15/3БМ16    | 4Ж40          | 20,0              | 5,9              | 5,0/5,0+3,4     | 150/60°                   |
| 3ВБМ8                                                                    | 3БМ17/3БМ18    | 4Ж40          | 20,0              | 5,9              | 5,0/5,0+3,4     | 150/60°                   |
| 3ВБМ9                                                                    | 3БМ22/3БМ23    | 4Ж40          | 20,2              | 6,55             | 5,0/5,0+3,4     | 170/60°                   |
| 3ВБМ11                                                                   | 3БМ26/3БМ27    | 4Ж63          | 20,43             | 7,05             | 5,3/5,3+2,9     | 200/60°                   |
| 3ВБМ12                                                                   | 3БМ29/3БМ30    |               |                   |                  |                 | 210/60°                   |
| 3ВБМ13                                                                   | 3БМ32/3БМ38    | 4Ж63          | 20,55             | 7,05             | 5,3/5,3+2,9     | 250/60°                   |
| 3ВБМ17                                                                   | 3БМ42/3БМ44    | 4Ж63          | 20,4              | 7,05             | 5,3/5,3+2,9     | 230/60°                   |
| Бронебійні кумулятивні снаряди                                           |                |               |                   |                  |                 |                           |
| 3ВБК7                                                                    | 3БК12(М)       | 4Ж40          | 29,0              | 19,0             | 5,0             | 220/60°                   |
| 3ВБК10                                                                   | 3БК14(М)       | 4Ж40          | 29,0              | 19,0             | 5,0             | 220/60°                   |
| 3ВБК16                                                                   | 3БК18(М)       | 4Ж40          | 29,0              | 19,0             | 5,0             | 260/60°                   |
| 3ВБК25                                                                   | 3БК29(М)       | 4Ж52          | 28,4              | 18,4             | 10,0            | 300/60°                   |
| Осколково-фугасні снаряди                                                |                |               |                   |                  |                 |                           |
| 3ВОФ22                                                                   | 3ОФ19          | 4Ж40          | 33,0              | 23,0             | 5,0             | —                         |
| 3ВОФ36                                                                   | 3ОФ26          | 4Ж40          | 33,0              | 23,0             | 5,0             | —                         |
| Кероване озброєння                                                       |                |               |                   |                  |                 |                           |
| Протитанкові керовані ракети                                             |                |               |                   |                  |                 |                           |
| 3УБК14                                                                   | 9М119          | 9Х949         | 23,3              | 16,5             | 7,1             | 325…375/60°               |
| 3УБК20                                                                   | 9М119М         | 9Х949         | 24,3              | 17,2             | 7,1             | 325…375/60°               |
| Фугасні керовані ракети                                                  |                |               |                   |                  |                 |                           |
| 3УБК14Ф                                                                  | 9М119Ф         | 9Х949         | 23,6              | 16,5             | 7,1             | —                         |
| 3УБК14Ф1                                                                 | 9М119Ф1        | 9Х949         | 23,3              | 16,5             | 6,8             | —                         |

|           |
| БПС 3БМ42 |

|            |
| БКС 3БК29М |

|           |
| ОФС 3ОФ19 |

|           |
| ОФС 3ОФ26 |

|                        |
| Кумулятивна ТКР 9М119М |

|                     |
| Фугасна ТКР 9М119Ф1 |

### Засоби спостереження і зв'язку
Для наведення і здійснення стрільби з гармати і спареного з нею кулемета робоче місце навідника обладнано денним монокулярним перископічним прицілом 1А40М-1. Приціл обладнаний вбудованим далекоміром і балістичним обчислювачем і дозволяє вимірювати дальності до цілей, виробляти кут бічного упередження при стрільбі по рухомих цілях, а також здійснювати наведення комплексу керованого озброєння по лазерному променю. Найбільша прицільна дальність при стрільбі з використанням прицілу 1А40М-1 становить до 5 км осколково-фугасними снарядами, до 4 км бронебійно-підкаліберними, кумулятивними і керованими снарядами і до 1,8 км при стрільбі зі спареного кулемета. Для дій у нічних умовах САУ 2С25 забезпечена нічним оптико-електронним комплексом ТО1-КО1Р з нічним прицілом навідника ТПН-4Р. Дальність розпізнавання цілі типу танк становить до 1,5 км. Місце командира обладнано прицілом-приладом наведення командира 1К13-3С. Прилад 1К13-3С дозволяє вести розвідку і наведення гармати як в денних, так і в нічних умовах, і включає в себе лазерний канал наведення керованого озброєння, балістичний обчислювач і вбудований далекомір. За своїми функціональними можливостями комплекси розвідки і наведення командира і навідника практично ідентичні.
Зовнішній радіозв'язок підтримується радіостанцією Р-173. Радіостанція працює в УКХ-діапазоні і забезпечує стійкий зв'язок з однотипними станціями на відстані до 20 км в залежності від висоти антени обох радіостанцій. Переговори між членами екіпажу здійснюється через апаратуру внутрішнього зв'язку Р-174.

### Спеціальне обладнання
САУ 2С25 здатна долати водні перешкоди вплав без використання додаткового обладнання. Для цього шасі самохідної артилерійської установки обладнано двома водометами, заслінки яких розташовані в нижній частині кормового листа корпусу. Для дій в умовах радіаційного, хімічного або біологічного зараження місцевості СПТГ 2С25 обладнана системою захисту від зброї масового ураження. Для маскування і постановки димових завіс на кормовому листі башти САУ розміщені два кронштейна з 6-ма гранатометами системи 902У для стрільби 81-мм димовими гранатами 3Д6.

### Двигун і трансмісія
У 2С25 встановлюється опозитний 6-й циліндровий чотиритактний дизельний двигун 2В-06-2С потужністю 510 к.с. рідинного охолодження. Трансмісія механічна, з гідротрансформатором, фрикційним перемиканням передач і гідрооб'ємним механізмом повороту.

### Ходова частина
Ходова частина 2С25 являє собою модифіковане шасі легкого танка «Об'єкт 934». Ходова частина складається з семи пар одинарних вкритих гумою опорних і шести пар підтримуючих котків. У задній частині машини перебувають тягові колеса, в передній — напрямні. Гусениці складається зі сталевих двогребневих ланок з гумово-металевими шарнірами. Підвіска 2С25 — гідропневматична, із змінним кліренсом. Кожен опорний коток обладнаний пневматичною ресорою, яка виконує роль силового циліндра при зміні кліренсу, а також функцію гідравлічного амортизатора. Кліренс може змінюватися від 100 до 500 мм, час зміни складає не більше 7 секунд.

### Засоби десантування
|                                    |
| Військово-транспортний літак Іл-76 |

|                           |
| Транспортний літак Ан-124 |

|                                            |
| Багатоцільовий транспортний вертоліт Мі-26 |

САУ «Спрут-СД», як і інша техніка ПДВ має можливість десантуватися як посадковим, так і парашутним способом з літаків типу Іл-76 і Ан-124, крім того САУ 2С25 може перевозитися на зовнішній підвісці транспортного вертольота Мі-26. Десантування парашутним способом з висот від 400 до 1500 метрів здійснюється за допомогою засобів П260М, при цьому швидкість літака повинна становити від 300 до 380 км/год. Засоби десантування П260М розроблені на базі засобів ПБС-950, призначених для десантування бойової машини десанту БМД-3. Основу П260М становить спеціально розроблена чотирнадцатикупольна система МКС-350-14М, загальна площа парашутів якої становить 4800 м². Засоби десантування П260М також обладнані системою орієнтації САУ при спуску у напрямку вітру, а також механізмом прискореного розшвартування. Загальна маса засобів десантування П260М становить від 1802 до 1902 кг, таким чином загальна маса десантованої САУ 2С25 не перевищує 20 т.

## Бойове застосування

### Російсько-українська війна
САУ «Спрут-СД» перебували на озброєнні російських загарбників під час повномасштабного вторгнення в лютому 2022 року. Одна 2С25 була знищена українською артилерією.

## Оператори
- Росія — більше 36 одиниць 2C25, станом на 2024 рік[34].

### Можливі
15 червня 2020 року виникла перша за 45 років збройна конфронтація на індійсько-китайському кордоні, в ході якої загинуло понад 20 солдатів і офіцерів. Оскільки наявні на озброєнні Індійської армії Т-72 та Т-90 виявились непридатними до застосування в умовах високогір'я через завелику вагу та недостатні кути вертикального наведення гармати, що не дають вражати цілі на вершинах пагорбів та у долинах. Тому довелось терміново шукати заміну, аби мати можливість протистояти китайським легким 33-тонним танкам «Тип 15» (також відомий як ZTQ-15).
Серед можливих варіантів було розглянуто і російський легкий танк Спрут-СДМ1.

## Оцінка машини
|                                        | ПТ-76Б  | Объект 934 | 2С25 |
| -------------------------------------- | ------- | ---------- | ---- |
| Рік прийняття на озброєння             | 1959    | відмінено  | 2006 |
| Бойова маса, т                         | 14      | 17,5       | 18,0 |
| Екіпаж, люд.                           | 3       | 3          | 3    |
| Марка гармати                          | 2А16    | 2А48       | 2А75 |
| Калібр гармати, мм                     | 76,2    | 100        | 125  |
| Початкова швидкість БПС, м/с           | 950     | 1430       | 1700 |
| Бронепробиття БПС на відстані 2 км, мм | 75      | 280        | 520  |
| Комплекс керованого озброєння          | немає   | є          | є    |
| Можливість десантування                | немає   | є          | є    |
| Боєзапас, пострілів                    | 40      | 40         | 40   |
| Бойова швидкострільність, постр/хв     | 7       | -          | 7    |
| Калібр спареного кулемета, мм          | 7,62    | 7,62       | 7,62 |
| Максимальна швидкість по шосе, км/год  | 44      | 70         | 70   |
| Максимальна швидкість на плаву, км/год | 10,2    | 10         | 9    |
| Запас ходу по шосе, км                 | 240—260 | 600        | 500  |

Попри те, що самохідну гармату 2С25 відносять до класу протитанкових САУ, за своїми можливостями і спектром вирішуваних завдань «Спрут-СД» є легким танком. Причина, через яку САУ 2С25 була класифікована як протитанкова гармата, полягала в тому, що замовником дослідно-конструкторських робіт було ГРАУ, яке не мало повноважень для розробки танків.
Основними представниками попереднього покоління цього класу техніки є легкі танки ПТ-76Б і Об'єкт 934. Результати випробувань танка «Об'єкт 934» показали, що за основними параметрами він перевершував танк ПТ-76Б як в озброєнні, так і за водохідними якостями. У свою чергу САУ 2С25 поєднує в собі вогневу міць основного танка з високими характеристиками маневреності і прохідності легкого танка, що дозволяє їй бути сучасною заміною танка ПТ-76Б в підрозділах морської піхоти і сухопутних військ.
Використання ж СПТГ «Спрут-СД» в підрозділах ПДВ дозволяє вирішувати питання боротьби з танками противника.
|                                                | Росія 2С25 | США M8    |
| ---------------------------------------------- | ---------- | --------- |
| Роки розробки                                  | 1983—2001  | 1983—1995 |
| Маса, т                                        | 18         | 17,32     |
| Марка гармати                                  | 2А75       | M35       |
| Калібр гармати, мм                             | 125        | 105       |
| Початкова швидкість БПС, м/с                   | 1700       | 1501      |
| Бронепробиття БПС на відстані 2 км, мм         | 520        | 340       |
| Кути ВН, град.                                 | −5…+15     | −10…+20   |
| Кути ГН, град.                                 | 360        | 360       |
| Боєзапас, пострілів                            | 40         | 30        |
| Кількість пострілів в автоматі заряджання, шт. | 22         | 21        |
| Максимальна швидкість по шосе, км/год          | 70         | 72,42     |
| Максимальна швидкість на плаву, км/год         | 9          | —         |
| Запас ходу по шосе, км                         | 500        | 480       |

Крім СРСР, розробки зі створення легкого десантованих танків для ПДВ велися також і в США. У 1985 році був створений перший дослідний прототип танка під позначенням XM8. До жовтня 1995 року танк пройшов повний цикл випробувань, отримав позначення M8 і був готовий до початку серійного виробництва, проте в 1996 році міністерством оборони США було прийнято рішення відмовитися від закупівель танка М8, в зв'язку зі скороченням бюджетних витрат. Танк пропонувався на зовнішньому ринку, однак, не отримав замовлень, так як його можливості з авіадесантування були не потрібні закордонним покупцям, а в ролі лише легкого танка він поступався своїм аналогам, таким як «Stingray». Легкий танк M8 був озброєний 105-мм танкової гарматою М35, уніфікованої по балістичному рішенням з гарматою M68. Корпус танка, зварений з броньових алюмінієвих плит, мав кілька рівнів бронювання в залежності від призначення. У авіадесантному варіанті танк мав перший рівень бронювання з захистом від куль і осколків і бойову масу в 17,32 т, при десантуванні маса танка становила 16,74 т за рахунок розвантаження частини боєкомплекту і неповної заправки паливом. У порівнянні з 2С25 танк M8 мав більш слабке основне озброєння, менший боєкомплект, не мав можливості десантуватися з повним завантаженням, а також не був здатний долати водні перешкоди вплав.

## Де можна побачити
- Росія:
  - м. Рязань — на постаменті на території колишнього Рязанського військового автомобільного училища.

### Виноски
1. ↑  У навідника і командира гармати
2. ↑  Пробиття для підкаліберних снарядів вказана при впливі на гомогенну сталеву броню на дальності 2000 м.
3. 1 2  Для снаряда 53-Бр-354Н.
4. 1 2  Для снаряда 3БМ25.
5. 1 2 3 4  Для снаряда 3БМ42.
6. ↑  Десантувальний варіант.
7. 1 2  Для снаряда M735A1.